# Ekanita
La ekanita es un mineral de la clase de los filosilicatos. Descubierta en 1961 en la provincia de Sabaragamuwa, en Sri Lanka, se la nombró así en honor de su descubridor F.L.D. Ekanayake, geólogo de Colombo (Sri Lanka).

## Características químicas
Químicamente es el equivalente en filosilicato del ciclosisilicato Steacyíta. Casi siempre con impurezas de hierro, plomo o uranio, que le dan sus tonalidades de color; a veces con impurezas de aluminio, manganeso y magnesio.

## Formación y yacimientos
En Sri Lanka se ha encontrado en sedimentos detríticos; en Canadá se ha encontrado un depósito en una roca sienítica glaciar errante; en Italia se ha encontrado en eyecciones volcánicas.

## Usos
Es utilizado como mena de minerales radiactivos cuando está enriquecido en estos. También es usado en joyería como gema preciosa, siendo una de las pocas gemas que presentan radiactividad natural.